# Moartea neagră
Moartea Neagră sau Ciuma Neagră  a fost o pandemie de ciumă bubonică care a apărut în Afro-Eurasia în perioada 1346-1353. Este pandemia care a înregistrat cele mai multe decese din istoria omenirii, ducând la moartea a 75-200 de milioane  de oameni în Eurasia și Africa de Nord, atingând vârful în Europa între 1347 și 1351. Ciuma bubonică este cauzată de bacteria Yersinia pestis, care putea cauza de asemenea ciuma septicemică sau ciuma pneumonică.
Moartea Neagră a fost cea de-a doua pandemie de ciumă. Ciuma a creat răsturnări religioase, sociale și economice, cu efecte profunde asupra cursului istoriei europene.
Originile teritoriale ale Morții Negre sunt contestate. Pandemia are originea în Asia Centrală sau Asia de Est, însă prima sa apariție definitivă a fost în Crimeea, în 1347. De acolo, a fost cel mai probabil purtată de puricii care trăiesc pe șobolanii negri, care au călătorit pe navele comerciale genoveze, s-a răspândit în Bazinul mediteranean, a ajuns în Africa, Asia de Vest și restul Europei prin Constantinopol, Sicilia și Peninsula Italică. Dovezile actuale indică faptul că odată ce a ajuns pe uscat, Moartea Neagră a fost răspândită în mare parte de puricii umani – care provoacă ciumă pneumonică – și contactul de la persoană la persoană prin aerosoli, explicând astfel răspândirea foarte rapidă a epidemiei, care a fost mai rapidă decât s-ar fi așteptat dacă vectorul primar ar fi fost puricii șobolanilor care provoacă ciumă bubonică.
Moartea Neagră a fost cel de-al doilea dezastru care a afectat Europa în Evul Mediu târziu (primul fiind Marea Foamete din 1315–1317) și se estimează că a ucis între 30% și 60% din populația Europei. În total, ciuma poate că a redus populația lumii de la aproximativ 475 de milioane la 350-375 de milioane în secolul al XIV-lea. Au existat alte focare pe tot parcursul Evului Mediu târziu și, împreună cu alți factori care au contribuit , a fost nevoie până în 1500 pentru ca populația europeană să recâștige nivelul din 1300. Focarele de ciumă au reapărut în diferite locuri din întreaga lume până la începutul secolului al XIX-lea.

## Origini ale termenului
Contemporanii au descris boala în latină drept febris pestilentialis, infirmitas pestifera, morbus pestiferus, morbus pestilentialis, mortalistas pestis sau pur și simplu pestilentia. Autorii contemporani cu boala au folosit de asemenea termenii „mare pestă”  și „mare pestilență”. Pesta pandemică din 1347 nu a fost denumită în mod specific „neagră” în secolele XIV sau XV în nici o limbă europeană, deși expresia „moarte neagră” fusese aplicată din când în când bolilor fatale.
Termenul „moartea neagră” este atestat pentru prima dată în limba engleză (Black death) în 1755, tradus din daneză: den sorte død, lit. „moartea neagră”. Această expresie ca nume propriu pentru pandemie fusese popularizată de cronicarii suedezi și danezi în secolele XV și începutul secolului al XVI-lea, iar în secolele al XVI-lea și al XVII-lea a fost transferată în alte limbi sub formă de calc: islandeză: svarti dauði, germană: der schwarze Tod și franceză: la mort noire.
Expresia „moarte neagră” – descriind Moartea ca fiind neagră – este foarte veche. Homer a folosit-o în Odiseea pentru a o descrie pe monstruoasa Scila, cu gurile ei „pline de moarte neagră”. Seneca cel Tânăr ar fi putut fi primul care a descris o epidemie drept „moarte neagră” (latină: mors atra), dar numai cu referire la letalitatea acută și prognosticul întunecat al bolii. Medicul francez din sec. XII-XII Gilles de Corbeil folosise deja atra mors pentru a se referi la o „febră pestilențială” (febris pestilentialis) în lucrarea sa „Despre semnele și simptomele bolilor” (De signis et symptomatibus aegritudium). Expresia latină mors nigra, „moarte neagră”, a fost folosită în 1350 de Simon de Covino (sau Couvin), un astronom belgian, în poezia sa De judicio Solis in convivio Saturni, care atribuie ciuma unei conjuncții astrologice a lui Jupiter și Saturn. Utilizarea expresiei sale nu este legată fără echivoc de pandemia de ciumă din 1347 și pare să se refere la rezultatul fatal al bolii.
Cardinalul istoric Francis Aidan Gasquet a scris despre Marea Pestă în 1893  și a spus că a fost „o formă a ciumei orientale obișnuite sau bubonice”. În 1908, Gasquet a susținut că utilizarea numelui atra mors pentru epidemia din secolul al XIV-lea a apărut pentru prima dată într-o carte din 1631 a istoricului danez Johannes Isacius Pontanus: „În mod obișnuit și din efectele sale, ei au numit-o moartea neagră” (Vulgo & ab effectu atram mortem vocitabant).

## Epidemiile de ciumă anterioare

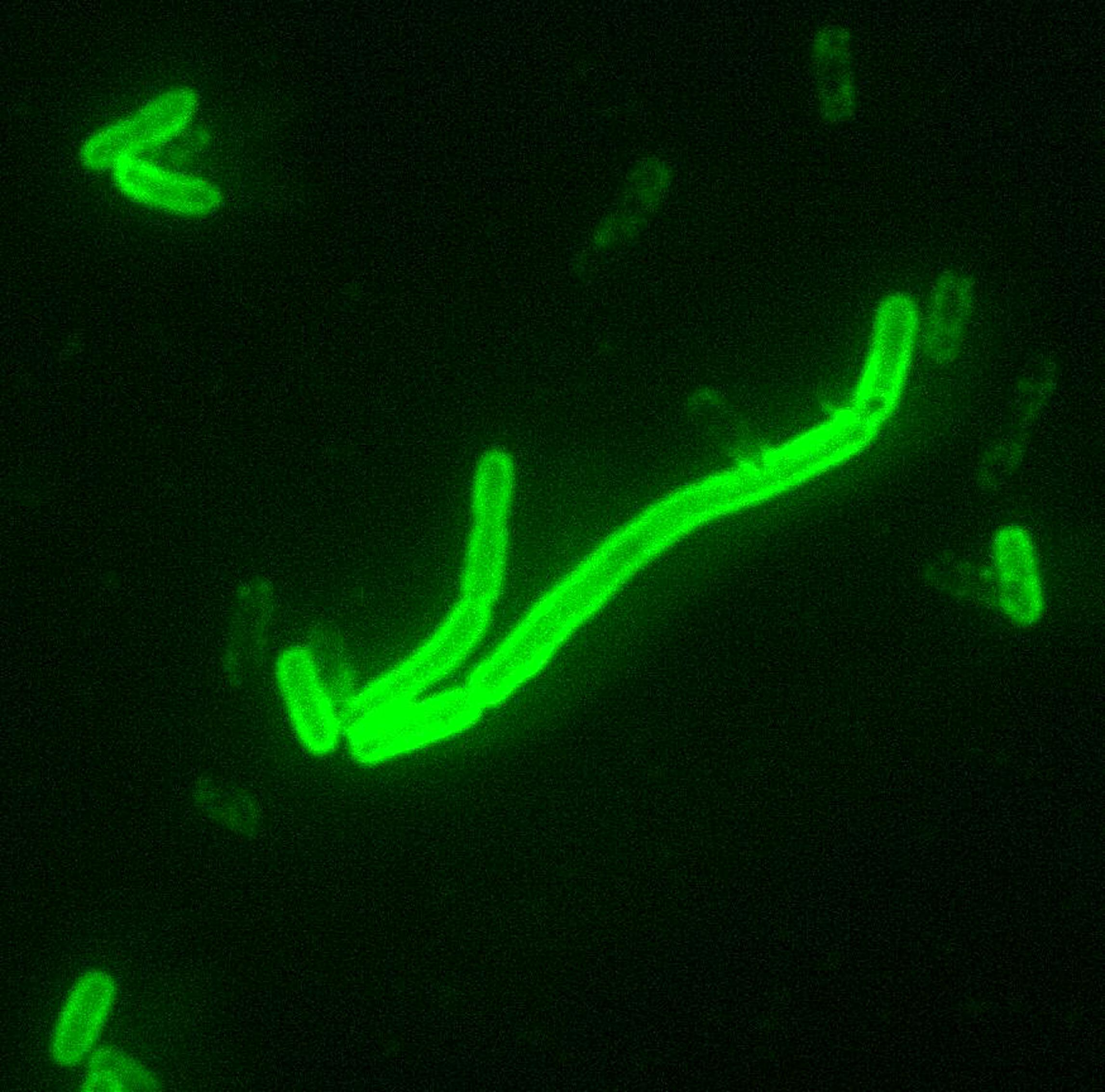
Yersinia pestis (mărire 200 de ori), bacteria care provoacă ciuma.

Cercetări recente au sugerat că primii oameni infectați de ciumă din Europa și Asia au aparținut  Neoliticului târziu-Epoca bronzului timpuriu. Cercetările din 2018 au găsit dovezi ale Yersinia pestis într-un mormânt suedez antic, care ar fi putut fi asociat cu „declinul neolitic” în jurul anului 3000 î.Hr., când populațiile europene au scăzut semnificativ. Este posibil ca această Y. pestis să fi fost diferită de tipurile mai moderne, prima ciumă bubonică transmisibilă de la purici cunoscută fiind din Epoca bronzului, rămășițe de lângă Samara.
Simptomele ciumei bubonice sunt atestate mai întâi într-un fragment a lui Rufus din Efes păstrat de Oribasius; aceste autorități medicale antice sugerează că ciumă bubonică a apărut în Imperiul Roman înaintea domniei lui Traian, șase secole înainte de a ajunge la Pelusium în timpul domniei lui Iustinian I. În 2013, cercetătorii au confirmat speculațiile anterioare conform cărora cauza Ciumei lui Iustinian (541-542, cu recurențe până la 750) a fost Y. pestis. Aceasta este cunoscută sub numele de Prima pandemie de ciumă.

## Ciuma secolului al XIV-lea

### Cauze

#### Teorie timpurie
Cea mai autoritară relatare contemporană se găsește într-un raport al facultății de medicină din Paris către regele Filip al VI-lea al Franței. S-a dat vina pe ceruri, sub forma unei conjuncții a trei planete în 1345 care a provocat o „mare pestilență în aer” (teoria miasmei).
Savanții religioși musulmani au învățat că pandemia este un „martiriu și milă” de la Dumnezeu, asigurând locul credinciosului în paradis. Pentru necredincioși, a fost o pedeapsă.

#### Teorie modernă predominantă
Din cauza schimbărilor climatice din Asia, rozătoarele au început să fugă din pajiștile uscate în zonele mai populate, răspândind boala. Boala ciumei, cauzată de bacteria Yersinia pestis, este enzootică (frecvent prezentă) la populațiile de purici transportate de rozătoare, inclusiv marmote, în diferite zone, inclusiv Asia Centrală, Kurdistan, Asia de Vest, India de Nord, Uganda și vestul Statelor Unite.
Y. pestis a fost descoperită de Alexandre Yersin, elev al lui Louis Pasteur, în timpul unei epidemii de ciumă bubonică din Hong Kong în 1894; Yersin a dovedit că acest bacil era prezent la rozătoare și a sugerat că șobolanul este principalul vehicul de transmisie. Mecanismul prin care se transmite de obicei Y. pestis a fost stabilit în 1898 de Paul-Louis Simond și s-a constatat că implică ciupiturile de purici al căror intestin mediu a fost obstrucționat prin reproducerea lui Y. pestis la câteva zile după ce s-a hrănit cu o gazdă infectată. Acest blocaj înfometează puricii, îi conduce la un comportament agresiv de hrănire și încearcă să elimine blocajul prin regurgitare, rezultând mii de bacterii de ciumă care sunt aruncate în locul de hrănire, infectând gazda. Mecanismul ciumei bubonice a fost, de asemenea, dependent de două populații de rozătoare: una rezistentă la boală, care acționează ca gazde, menținând boala endemică, și a doua lipsită de rezistență. Când a doua populație moare, puricii trec la alte gazde, inclusiv la oameni, creând astfel o epidemie umană.

#### Dovezi ADN

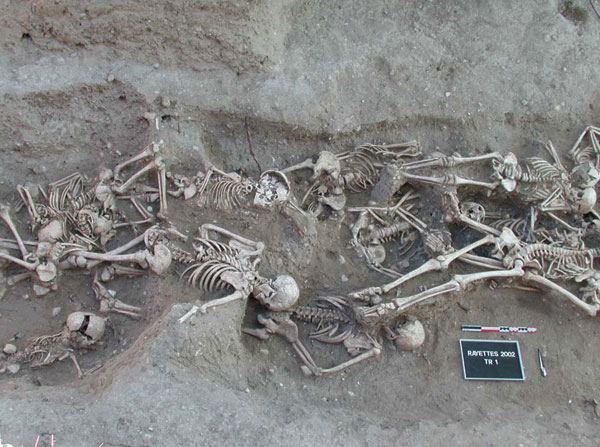
Scheletele dintr-un mormânt comun din 1720-1721 în Martigues, lângă Marsilia, în sudul Franței, au oferit dovezi moleculare ale tulpinii orientale a Yersinia pestis, organismul responsabil de ciuma bubonică. A doua pandemie de ciumă bubonică a fost activă în Europa din 1347, începutul Morții negre până în 1750.

Confirmarea definitivă a rolului lui Y. pestis a avut loc în 2010 cu o publicare în PLOS Pathogens de Haensch și colab. Au evaluat prezența ADN/ARN cu tehnici de reacție în lanț a polimerazei pentru Y. pestis din orificiile dentare ale scheletelor umane din fosele comune din nordul, centrul și sudul Europei care au fost asociate arheologic cu Moartea meagră și cu revenirile ulterioare. Autorii au concluzionat că această nouă cercetare, împreună cu analizele anterioare din sudul Franței și Germaniei, „pun capăt dezbaterii despre cauza Morții negre și demonstrează fără echivoc că Y. pestis a fost agentul cauzal al epidemiei de ciumă care a devastat Europa în timpul Evului Mediu”. În 2011, aceste rezultate au fost confirmate în continuare cu dovezi genetice derivate de la victimele Morții negre în locul de înmormântare din East Smithfield din Anglia. Schuenemann și colab. au concluzionat în 2011 „că Moartea Neagră în Europa medievală a fost cauzată de o variantă a lui Y. pestis care ar putea să nu mai existe”.
Mai târziu în 2011, Bos și colab. au raportat  în  Nature primul proiect de genom al lui Y. pestis de la victimele ciumei din același cimitir din East Smithfield și au indicat că tulpina care a cauzat Moartea Neagră este ancestrală pentru majoritatea tulpinilor moderne de Y. pestis.
Din acest moment, alte lucrări genomice au confirmat în continuare amplasarea filogenetică a tulpinii Y. pestis responsabile de Moartea Neagră atât ca strămoș  al epidemiilor de ciumă ulterioare, inclusiv a treia pandemie de ciumă, cât și ca descendent  al tulpinii responsabile de Ciuma lui Iustinian. În plus, au fost recuperate genomii ciumei din anii preistorici semnificativ.
ADN-ul preluat din 25 de schelete din Londra secolului al XIV-lea a arătat că ciuma este o tulpină de  Y. pestis aproape identică cu cea care a lovit Madagascarul în 2013.

### Transmitere
Importanța igienei a fost recunoscută abia în secolul al XIX-lea odată cu dezvoltarea teoriei germinale a bolii; până atunci străzile erau de obicei murdare, cu animale vii de tot felul în jur și paraziți umani abundând, facilitând răspândirea bolilor transmisibile.

#### Origini teritoriale
Potrivit unei echipe de geneticieni medicali conduși de Mark Achtman care a analizat variația genetică a bacteriei, Yersinia pestis „a evoluat în sau în apropierea Chinei”, de unde s-a răspândit în întreaga lume în multiple epidemii. Cercetările ulterioare efectuate de o echipă condusă de Galina Eroșenko plasează originile mai precis în munții Tian Șan, la granița dintre Kârgâzstan și China.
Mormintele nestoriene datând din 1338–1339 lângă Issyk-Kul în Kârgâzstan au inscripții referitoare la ciumă, ceea ce i-a determinat pe unii istorici și epidemiologi să creadă că marchează izbucnirea epidemiei. Alții favorizează originea din China. Conform acestei teorii, boala ar fi putut călători de-a lungul Drumului Mătăsii alături de armatele și comercianții mongoli, sau ar fi putut ajunge prin nave. Epidemiile au ucis aproximativ 25 de milioane în toată Asia în cei cincisprezece ani înainte ca Moartea Neagră să ajungă la Constantinopol în 1347. Cu toate acestea, cercetările privind Sultanatul din Delhi și dinastia Yuan nu prezintă nici o dovadă a unei epidemii grave în India din secolul al XIV-lea și nici o dovadă specifică a ciumei în China din secolul al XIV-lea, sugerând că Moartea Neagră poate nu a ajuns în aceste regiuni. Ole Benedictow susține că, din moment ce primele rapoarte clare despre Moartea Neagră provin de la Kaffa, Moartea Neagră are cel mai probabil originea în focarul de ciumă din apropiere, pe malul nord-vestic al Mării Caspice.

Istoria răspândirii bolii. Rețineți că unele zone din Europa au fost parțial cruțate. De exemplu, la Milano, guvernul autoritar Visconti a impus un control puternic asupra bunurilor și oamenilor, ceea ce a dus la limitarea pierderilor la aproximativ 15% din populație, așa cum s-a întâmplat și în Polonia datorită măsurilor întreprinse de Cazimir al III-lea, care a blocat granițele țării.

#### Focar european
Ciuma a fost introdusă pentru prima dată în Europa prin intermediul comercianților genovezi din orașul lor port Kaffa din Crimeea în 1347. În timpul asediului prelungit al orașului, în 1345–1346 armata Hoardei de Aur mongole a lui Jani Beg, ale cărei trupe tătare în principal sufereau de boală, a catapultat cadavre infectate peste zidurile orașului Kaffa pentru a infecta locuitorii, deși este mai probabil ca șobolanii infectați să fi trecut peste liniile de asediu răspândind epidemia locuitorilor. Pe măsură ce boala a luat amploare, comercianții genovezi au fugit peste Marea Neagră spre Constantinopol, unde boala a sosit pentru prima dată în Europa în vara anului 1347. Epidemia l-a ucis pe fiul în vârstă de 13 ani al împăratului bizantin Ioan al VI-lea Cantacuzino, care a scris  o descriere a bolii după modelul relatării lui Tucidide în Ciuma Atenei  din secolul al V-lea î.Hr. și notând răspândirea Morții Negre cu navele între orașele maritime.  Istoricul bizantin Nichifor Gregoras a descris, de asemenea, în scrierile către Demetrios Kydones numărul crescut de morți, inutilitatea medicamentelor și panica cetățenilor. Primul focar din Constantinopol a durat un an, dar boala a reapărut de zece ori înainte de anul 1400.
Purtată de douăsprezece galere genoveze, ciuma a ajuns cu vaporul în Sicilia în octombrie 1347; boala s-a răspândit rapid pe toată insula. Galere din Kaffa au ajuns la Genova și Veneția în ianuarie 1348, dar focarul din Pisa câteva săptămâni mai târziu a fost punctul de intrare în nordul Italiei. Spre sfârșitul lunii ianuarie, una dintre galerele expulzate din Italia a ajuns la Marsilia, Franța.
Din Italia, boala s-a răspândit în nord-vestul Europei, lovind Franța, Spania (care a fost lovită din cauza căldurii - epidemia s-a dezlănțuit în primele săptămâni ale lunii iulie), Portugalia și Anglia până în iunie 1348, apoi s-au răspândit spre est și nord prin Germania, Scoția și Scandinavia din 1348 până în 1350. A fost introdusă în Norvegia în 1349 când o navă a aterizat la Askøy, apoi s-a răspândit în Bjørgvin (modernul Bergen) și Islanda. În cele din urmă, s-a răspândit în nord-vestul Rusiei în 1351. Ciuma a fost oarecum mai neobișnuită în anumite părți ale Europei care aveau cu comerț mai puțin dezvoltat cu vecinii lor, inclusiv mare parte din Țara bascilor, părți izolate din Belgia și Țările de Jos și sate alpine izolate pe tot continentul.
Potrivit unor epidemiologi, perioadele de vreme nefavorabilă au decimat populațiile de rozătoare infectate cu ciumă și au forțat puricii lor la gazde alternative, provocând focare de ciumă care au atins apogeul în verile fierbinți ale Mediteranei, precum și în lunile de toamnă reci din statele baltice din sud. Printre mulți alți vinovați ai contagiozității ciumei, malnutriția, a contribuit, de asemenea, la o astfel de pierdere imensă a populației europene, deoarece a slăbit sistemul imunitar.

#### Focarul din Asia de Vest și Africa de Nord

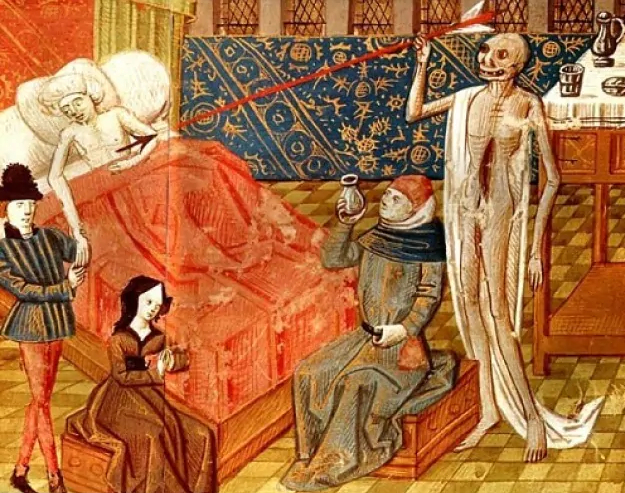
Ciuma neagră într-o miniatură din secolul al XV-lea

Boala a lovit diferite regiuni din Orientul Mijlociu și Africa de Nord în timpul pandemiei, ducând la depopularea gravă și la schimbarea permanentă a structurilor economice și sociale. Pe măsură ce rozătoarele infectate au infectat rozătoare noi, boala s-a răspândit în toată regiunea, intrând și din sudul Rusiei.
Până în toamna anului 1347, ciuma ajunsese la Alexandria în Egipt, transmisă pe mare de la Constantinopol, potrivit unui martor contemporan, dintr-o singură navă comercială care transporta sclavi. Până la sfârșitul verii 1348 a ajuns la Cairo, capitala Sultanatului mameluc, centru cultural al lumii islamice și cel mai mare oraș din Bazinul mediteranean; copilul sultan An-Nasir Hasan a fugit și mai mult de o treime din cei 600.000 de rezidenți au murit. Nilul a fost sufocat cu cadavre in ciuda faptului că la Cairo era un spital medieval, la sfârșitul secolului al XIII-lea. Istoricul al-Maqrizi a descris munca abundentă pentru săpătorii de morminte și practicanții riturilor funerare, iar ciuma a reapărut de mai mult de cincizeci de ori în următorul secol și jumătate.
În timpul anului 1347, boala a călătorit spre est spre Gaza până în aprilie; până în iulie ajunsese la Damasc, iar în octombrie izbucnise ciuma la Alep. În acel an, pe teritoriul de astăzi al Libanului, Siriei, Israelului și Palestinei, orașele Ashkelon, Acre, Ierusalim, Sidon și Homs au fost toate infectate. În 1348–1349, boala a ajuns la Antiohia. Locuitorii orașului au fugit spre nord, dar majoritatea au murit în timpul călătoriei. În decurs de doi ani, ciuma s-a răspândit în toată lumea islamică, din Arabia în Africa de Nord. Pandemia s-a răspândit spre vest de Alexandria de-a lungul coastei africane, în timp ce în aprilie 1348 Tunisul a fost infectat de o navă din Sicilia. Tunis a fost apoi atacată de o armată din Maroc; această armată s-a împrăștiat în 1348 și a adus boala cu ei în Maroc, a cărei epidemie ar fi putut fi însămânțată și din orașul islamic Almería din al-Andalus.
Mecca a fost infectată în 1348 de pelerinii care practicau Hajj. În 1351 sau 1352, sultanul rasulid din Yemen, al-Mujahid Ali, a fost eliberat din captivitatea mamelucilor din Egipt și a purtat ciuma cu el la întoarcerea acasă.

### Semne și simptome

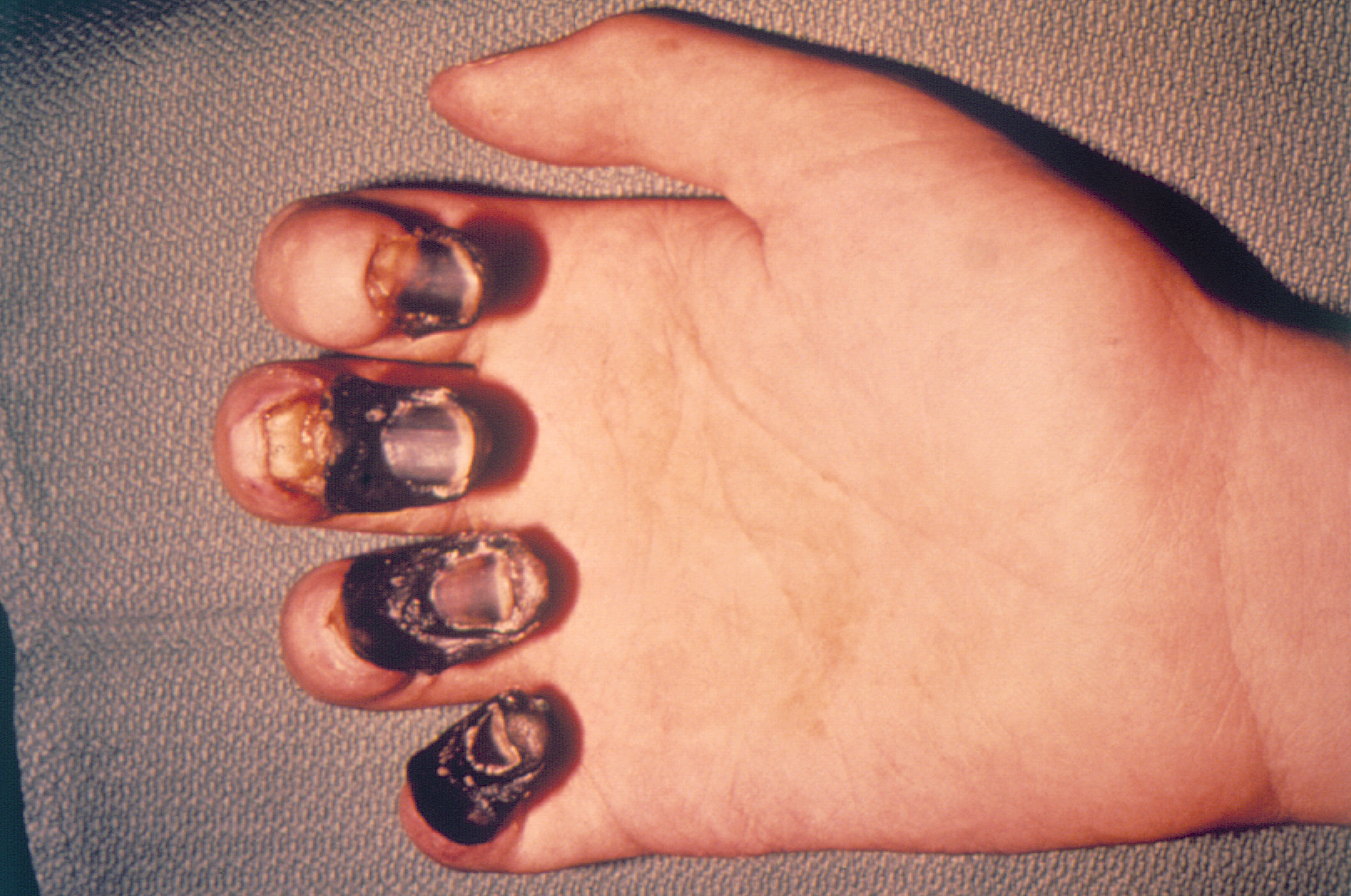
O mână care arată modul în care cangrena acrală a degetelor din cauza ciumei bubonice face ca pielea și carnea să moară și să devină negre

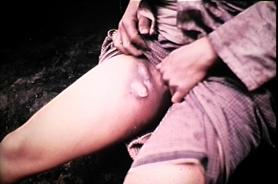
Un bubon inghinal pe coapsa superioară a unei persoane infectate cu ciumă bubonică. Ganglionii limfatici (buboane) se umflau adesea în regiunea gâtului, axilei și regiunea inghinală.

#### Ciumă bubonică
Simptomele bolii includ febră de 38-41 °C, dureri de cap, dureri articulare, greață și vărsături și senzație de stare generală de rău. Dacă nu este tratată, 80% dintre cele care au contractat ciuma bubonică mor în decurs de opt zile.
Relatările contemporane ale pandemiei sunt variate și adesea imprecise. Cel mai frecvent simptom remarcat a fost apariția buboanelor (sau gavocciolos) în zona inghinală, a gâtului și a axilelor, care răsuflau puroi și sângerau când erau deschise. Descrierea lui Giovanni Boccaccio:
„La bărbați și femei deopotrivă, s-a trădat mai întâi prin apariția anumitor tumori în zona inghinală sau a axilelor, unele crescând la fel de mari ca un măr obișnuit, altele ca un ou ... Din cele două părți ale corpului menționate, acest gavocciolo mortal curând a început să se propage și să se răspândească în toate direcțiile; după care forma bolii a început să se schimbe, pete negre sau livide făcându-și apariția în multe cazuri pe braț sau coapsă sau în alte părți, acum puține și mari, peste un minut numeroase. Așa cum gavocciolo a fost și încă este un semn infailibil al apropierii morții, așa au fost și aceste pete pe cine s-au arătat.”
Aceasta era urmată de febră acută și vărsături cu sânge. Majoritatea victimelor au murit la două până la șapte zile după infecția inițială. Pete și erupții asemănătoare pistruilor, care ar fi putut fi cauzate de mușcăturile de purici, au fost identificate ca un alt semn potențial de ciumă.

#### Ciuma pneumonică
Lodewijk Heyligen, al cărui maestru, cardinalul Colonna, a murit de ciumă în 1348, a remarcat o formă distinctă a bolii, ciuma pneumonică, care a infectat plămânii și a dus la probleme respiratorii. Simptomele includ febră, tuse și spută cu sânge. Pe măsură ce boala progresează, sputa devine abundentă și de roșu aprins. Ciuma pneumonică are o rată a mortalității de 90-95%.

#### Ciuma septicemică
Ciuma septicemică este cea mai puțin frecventă dintre cele trei forme, cu o rată a mortalității de aproape 100%. Simptomele sunt febră mare și pete purpurii pe piele (purpuriu din cauza coagulării intravasculare diseminate). În cazurile de ciumă pneumonică și în special septicemică, progresul bolii este atât de rapid încât deseori nu ar exista timp pentru dezvoltarea ganglionilor limfatici măriți.

### Consecințe

#### Decese

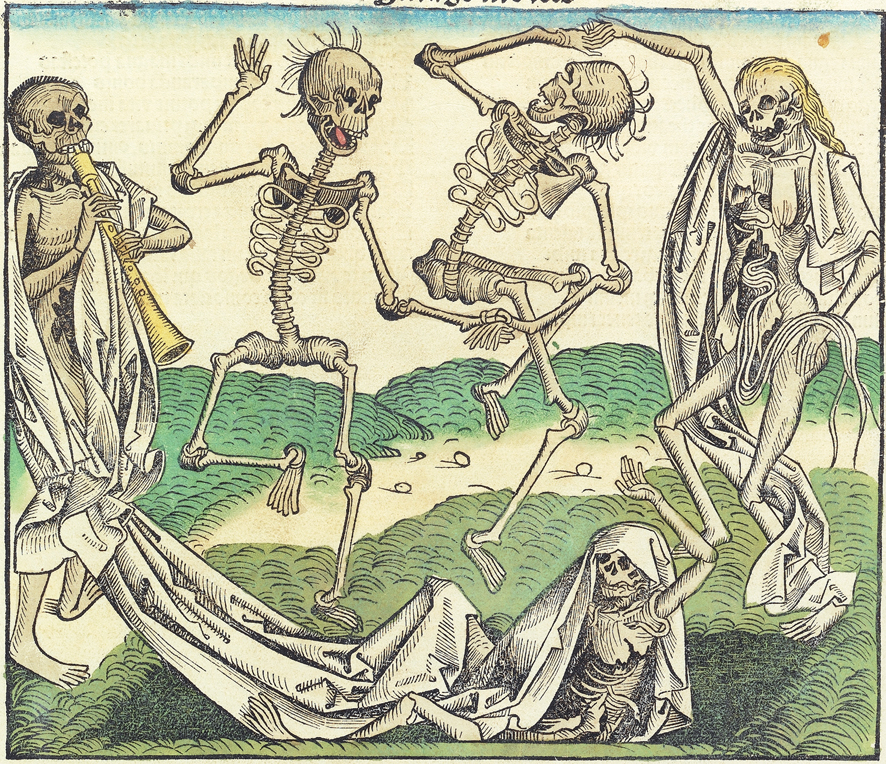
„Dansul morții”, ilustrație din Cronica de la Nürnberg (1493)

Nu există cifre exacte pentru numărul morților; rata a variat foarte mult în funcție de localitate. În centrele urbane, cu cât populația era mai mare înainte de focar, cu atât durata perioadei de mortalitate anormală este mai mare. Conform unor surse a ucis între 75 și 200 de milioane de oameni în Eurasia. Rata mortalității Morții Negre din secolul al XIV-lea a fost cu mult mai mare decât cele mai grave focare din secolul al XX-lea de ciumă Y. pestis, care au avut loc în India și au ucis până la 3% din populația anumitor orașe. Numărul copleșitor de cadavre produse de Moartea Neagră a provocat necesitatea unor locuri de înmormântare în masă în Europa, uneori incluzând până la câteva sute sau câteva mii de schelete. Siturile de înmormântare în masă care au fost excavate au permis arheologilor să continue să interpreteze și să definească implicațiile biologice, sociologice, istorice și antropologice ale Mortii Negre.
Potrivit istoricului medieval Philip Daileader, este probabil ca în patru ani, 45-50% din populația europeană să fi murit de ciumă. Istoricul norvegian Ole Benedictow sugerează că s-ar fi putut ajunge la 60% din populația europeană.
În 1348, boala s-a răspândit atât de rapid încât, înainte ca orice medic sau autoritate guvernamentală să aibă timp să se gândească la originile sale, aproximativ o treime din populația europeană a pierit deja. În orașele aglomerate, nu era neobișnuit să moară până la 50% din populație. Jumătate din populația Parisului de 100.000 de oameni, a murit. În Italia, populația Florenței a fost redusă de la 110.000-120.000 de locuitori în 1338 la 50.000 în 1351. Cel puțin 60% din populația din Hamburg și Bremen a pierit  și un procent similar de londonezi e posibil să fi murit din cauza bolii, cu un număr de aproximativ 62.000 de morți între 1346 și 1353. Înregistrările fiscale ale Florenței sugerează că 80% din populația orașului a murit în decurs de patru luni în 1348. Înainte de 1350, existau aproximativ 170.000 de așezări în Germania și acestea au fost reduse cu aproape 40.000 până în 1450. Boala a ocolit unele zone, cele mai izolate zone fiind mai puțin vulnerabile la contaminare. Ciuma a apărut în Douai în Flandra abia la începutul secolului al XV-lea, iar impactul a fost mai puțin sever asupra populațiilor din Hainaut, Finlanda, nordul Germaniei și zone din Polonia. Călugării, călugărițele și preoții au fost deosebit de afectați, deoarece au avut grijă de victimele Morții Negre.

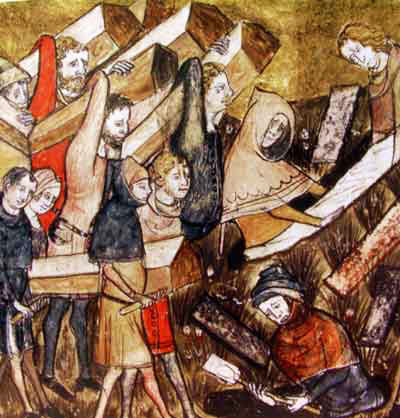
Cetățenii din Tournai îngropă victimele ciumei. Detaliu al unei miniaturi din „Cronicile lui Gilles Li Muisis” (1272–1352). Biblioteca regală a Belgiei

Medicul Raimundo Chalmel de Vinario  din papalitatea Avignon a observat scăderea ratei mortalității a focarelor succesive de ciumă în 1347–48, 1362, 1371 și 1382 în tratatul său din 1382 „Despre epidemii” (De epidemica). În primul focar, două treimi din populație au contractat boala și majoritatea pacienților au murit; în următorul, jumătate din populație s-a îmbolnăvit, dar doar unii au murit; la al treilea, o zecime au fost afectați și mulți au supraviețuit, în timp ce la a patra apariție, doar una din douăzeci de persoane a fost bolnavă și majoritatea au supraviețuit. Până în anii 1380 în Europa, a afectat în principal copiii. Chalmel de Vinario a recunoscut că sângerarea a fost ineficientă (deși a continuat să prescrie sângerări pentru membrii Curiei Romane) și a susținut că toate cazurile adevărate de ciumă erau cauzate de factori astrologici și erau incurabile; el însuși nu a reușit niciodată să vindece.
Cea mai acceptată estimare pentru Orientul Mijlociu, inclusiv Irak, Iran și Siria, pentru această perioadă, este un număr de morți de aproximativ o treime din populație. Moartea Neagră a ucis aproximativ 40% din populația Egiptului. În Cairo, cu o populație de până la 600.000 și posibil cel mai mare oraș la vest de China, între o treime și 40% dintre locuitori au murit în decurs de opt luni.
Cronicarul italian Agnolo di Tura și-a înregistrat experiența de la Siena, unde a ajuns ciuma în mai 1348:
„Tatăl abandonează copilul, soția soțul, un frate pe altul; căci această boală părea să lovească respirația și vederea. Și așa au murit. Și nu s-a găsit nimeni care să îngroape morții pentru bani sau prietenie. Membrii unei gospodării și-au adus morții la un șanț cât au putut, fără preot, fără birouri divine ... au fost săpate gropi mari și îngrămădite adânc cu mulțimea morților. Și au murit cu sutele atât ziua, cât și noaptea ... Și imediat ce s-au umplut șanțurile au fost săpate mai multe ... Și eu, Agnolo di Tura ... mi-am îngropat cei cinci copii cu propriile mâini. Și au fost, de asemenea, cei care au fost atât de puțin acoperiți de pământ încât câinii i-au târât afară și au devorat multe trupuri în tot orașul. Nu a fost nimeni care să plângă pentru vreo moarte, fiecare își aștepta propria moarte. Și atât de mulți au murit încât toți au crezut că este sfârșitul lumii.”

#### Economic și Social
Odată cu scăderea atât de masivă a populației, salariile au crescut ca răspuns la lipsa forței de muncă. Pe de altă parte, în sfertul de secol de după Moartea Neagră din Anglia, este clar că mulți muncitori, artizani și meseriași, cei care trăiau doar din salarii, au suferit o reducere a veniturilor reale din cauza inflației violente. Proprietarii de terenuri au fost împinși să înlocuiască chiriile monetare cu serviciile de muncă în efortul de a păstra lucrătorii.

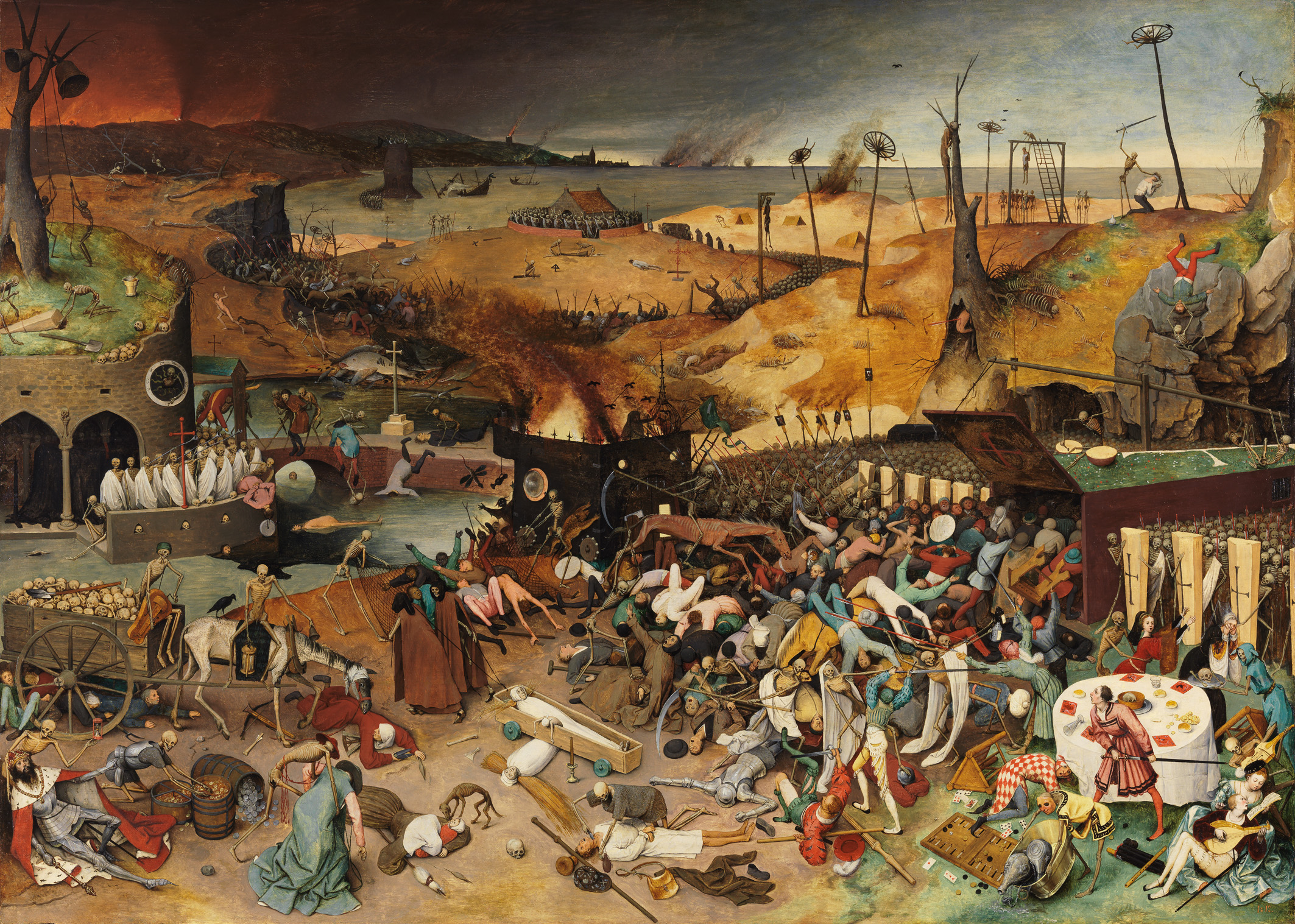
Triumful morții de Pieter Bruegel reflectă revolta socială și teroarea care a urmat ciumei.

O teorie care a fost avansată este că devastarea din Florența cauzată de Moartea Neagră, care a lovit Europa între 1348 și 1350, a dus la o schimbare a viziunii lumii de către oamenii din Italia secolului al XIV-lea și a dus la Renaștere. Italia a fost deosebit de grav afectată de pandemie și s-a speculat că familiaritatea rezultată cu moartea i-a determinat pe gânditori să mediteze mai mult la viața lor pe Pământ, decât la spiritualitate și la viața de apoi. S-a susținut, de asemenea, că Moartea Neagră a determinat un nou val de evlavie, manifestat prin sponsorizarea operelor de artă religioase. Totuși, acest lucru nu explică pe deplin de ce Renașterea a avut loc în mod specific în Italia în secolul al XIV-lea. Moartea Neagră a fost o pandemie care a afectat întreaga Europă în modurile descrise, nu numai Italia.
Înainte de apariția Morții Negre, funcționarea Europei era condusă de Biserica Catolică, iar continentul era considerat o societate feudalistă, compusă din feude și orașe-state. Pandemia a restructurat complet atât religia, cât și forțele politice; supraviețuitorii au început să apeleze la alte forme de spiritualitate și dinamica puterii feudelor și orașelor-state s-a prăbușit.
Populația din Cairo, parțial din cauza numeroaselor epidemii de ciumă, era la începutul secolului al XVIII-lea jumătate din ceea ce era în 1347. Populațiile unor orașe italiene, în special Florența, nu și-au recăpătat dimensiunile dinaintea secolului al XIV-lea până în secolul al XIX-lea.
Declinul demografic cauzat de pandemie a avut consecințe economice: prețurile alimentelor au scăzut, iar valorile terenurilor au scăzut cu 30-40% în majoritatea regiunilor Europei între 1350 și 1400. Supraviețuitorii pandemiei au constatat nu numai că hrana era mai ieftină dar mulți dintre ei au moștenit proprietăți de la rudele decedate, iar acest lucru a destabilizat probabil feudalismul.
Cuvântul „carantină” își are rădăcinile în această perioadă, deși conceptul de a izola oamenii pentru a preveni răspândirea bolilor este mai vechi. În orașul-stat Ragusa (Dubrovnikul de astăzi, Croația), s-a implementat în 1377 o perioadă de izolare de treizeci de zile pentru noii sosiți în oraș din zonele afectate de ciumă. Perioada de izolare a fost extinsă ulterior la patruzeci de zile și i s-a dat numele de „quarantino” din cuvântul italian pentru „patruzeci”.

#### Persecuții

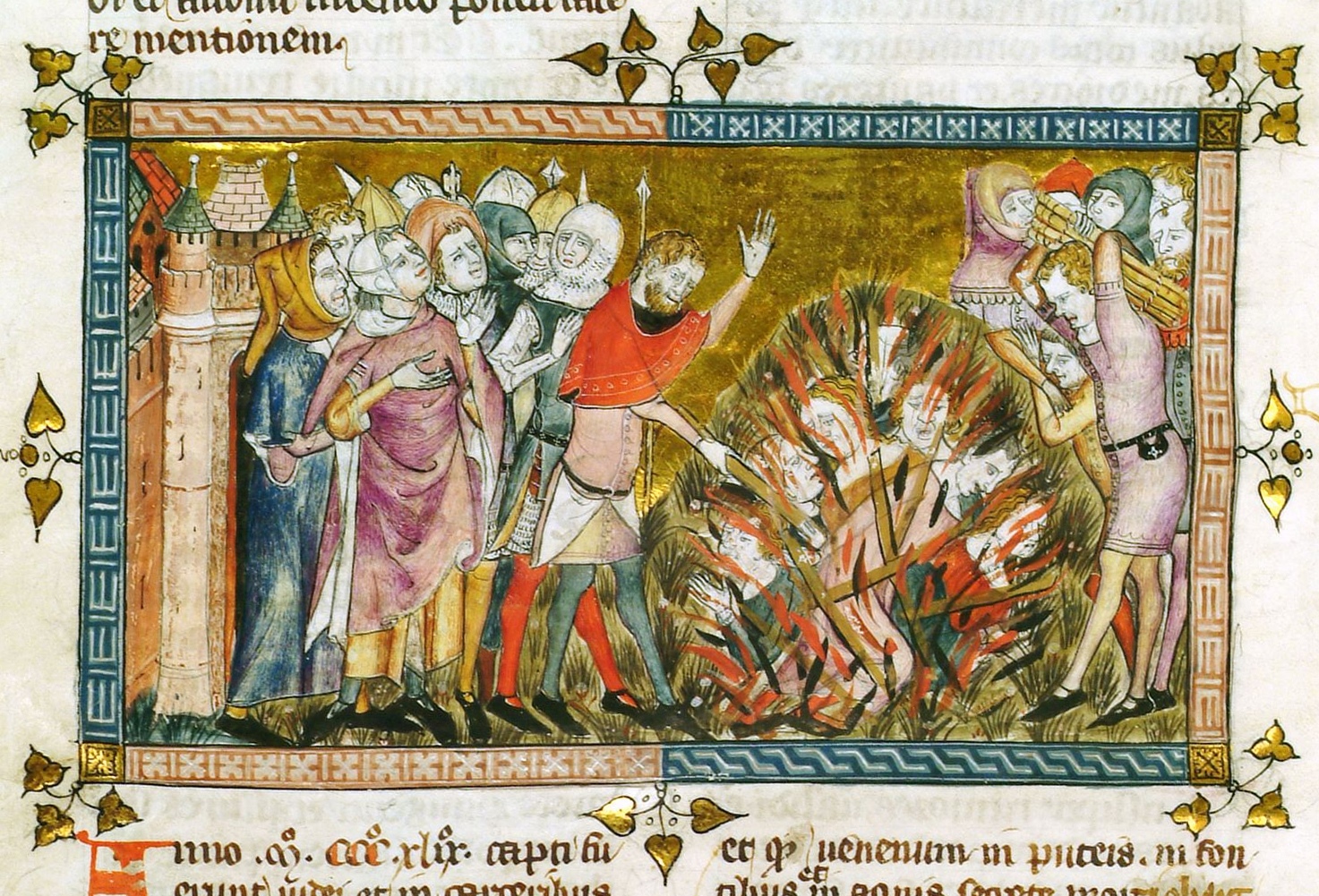
Evrei arși pe rug în 1349. Miniatură din manuscrisul din secolul al XIV-lea Antiquitates Flandriae

Fervoarea religioasă reînnoită și fanatismul au înflorit în urma Morții Negre. Unii europeni au vizat „diferite grupuri, cum ar fi evrei, străini, cerșetori, pelerini”, leproși, și romi, acuzându-i de criză. Leproșii și alții cu boli de piele, cum ar fi acneea sau psoriazisul, au fost uciși în toată Europa.
Deoarece vindecătorii și guvernele din secolul al XIV-lea nu au putut explica sau opri boala, europenii s-au orientat către forțe astrologice, cutremure și otrăvirea fântânilor de către evrei ca posibile motive pentru focare. Mulți credeau că epidemia este o pedeapsă de la Dumnezeu pentru păcatele lor și poate fi ușurată câștigând iertarea lui Dumnezeu.
Au existat multe atacuri împotriva comunităților evreiești. În masacrul de la Strasbourg din februarie 1349 au fost uciși aproximativ 2.000 de evrei. În august 1349, comunitățile evreiești din Mainz și Köln au fost anihilate. Până în 1351, 60 de comunități evreiești majore și 150 mai mici au fost distruse. În această perioadă, mulți evrei s-au mutat în Polonia, unde au avut parte de o primire călduroasă de la regele Cazimir cel Mare.

## Recurențe

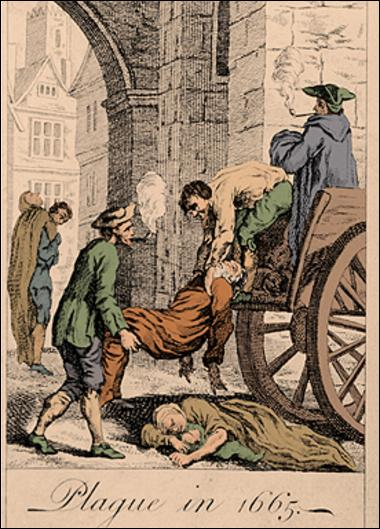
Marea Ciumă din Londra din 1665 a ucis până la 100.000 de persoane.

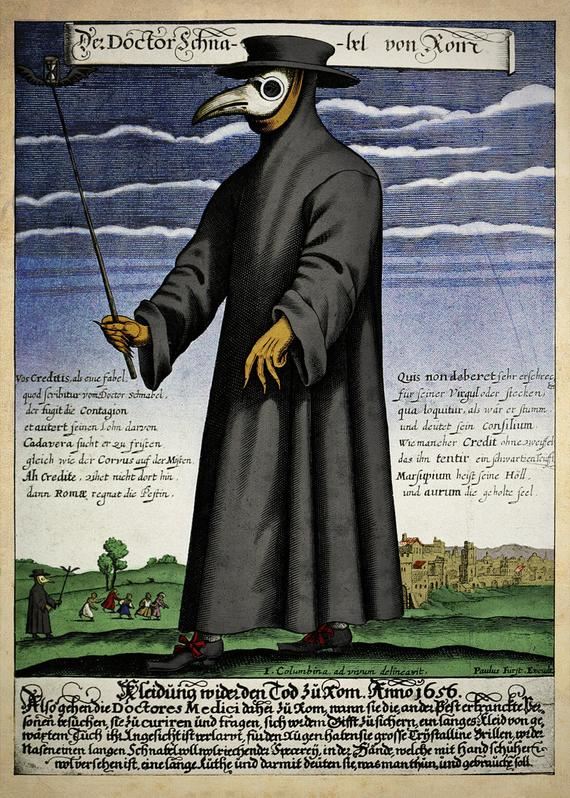
Un medic de ciumă și îmbrăcămintea sa tipică în timpul focarului din secolul al XVII-lea.

### A doua pandemie de ciumă
Ciuma a revenit în repetate rânduri bântuind Europa și Marea Mediterană de-a lungul secolelor XIV-XVII. Potrivit lui Jean-Noël Biraben, ciuma a fost prezentă undeva în Europa în fiecare an între 1346 și 1671. (Rețineți că unii cercetători au avertismente cu privire la utilizarea necritică a datelor Biraben.) A doua pandemie a fost deosebit de răspândită în următorii ani: 1360–63; 1374; 1400; 1438–39; 1456–57; 1464-66; 1481–85; 1500-03; 1518–31; 1544–48; 1563–66; 1573–88; 1596–99; 1602–11; 1623–40; 1644–54; și 1664-67. Focarele ulterioare, deși severe, au marcat retragerea din cea mai mare parte a Europei (secolul al XVIII-lea) și nordul Africii (secolul al XIX-lea). Istoricul George Sussman a susținut că ciuma a avut loc în Africa de Est abia în anii 1900. Totuși, alte surse sugerează că a doua pandemie a ajuns într-adevăr în Africa sub-sahariană.
Potrivit istoricului englez Geoffrey Parker, „numai Franța a pierdut aproape un milion de oameni în urma epidemiei de ciumă din 1628–31”. În prima jumătate a secolului al XVII-lea, o ciumă a provocat aproximativ 1,7 milioane de victime în Italia. Peste 1,25 milioane de decese au rezultat din incidența extremă a ciumei în Spania secolului al XVII-lea. Marea Ciumă din 1738 a fost o pandemie de ciumă care a durat din 1738 până în 1740 și a afectat zone din națiunile moderne din România, Ungaria, Ucraina, Serbia, Croația și Austria.
Moartea Neagră a devastat o mare parte din lumea islamică. Ciuma a fost prezentă în cel puțin un loc din lumea islamică practic în fiecare an între 1500 și 1850. Orașele din Africa de Nord au fost de asemenea lovite de ciumă în mod repetat. Alger a pierdut 30.000–50.000 de locuitori în 1620–21 și din nou în 1654–57, 1665, 1691 și 1740–42. Cairo a suferit peste cincizeci de epidemii de ciumă în decurs de 150 de ani de la prima apariție a ciumei, cu izbucnirea finală a celei de-a doua pandemii acolo în anii 1840.
Ciuma a rămas un eveniment major în societatea otomană până în al doilea sfert al secolului al XIX-lea. Între 1701 și 1750, au fost înregistrate 37 de epidemii mai mari și mai mici la Constantinopol, iar alte 31 între 1751 și 1800. Bagdad a suferit grav din ciumei și uneori două treimi din populația sa a avut a fost nimicită.
Una dintre ultimele epidemii care a lovit Balcanii în timpul celei de-a doua pandemii a fost ciuma lui Caragea din 1813–14.

##### Focare majore
| Ani       | Loc                             | Decese estimate        | Referințe                                    |
| --------- | ------------------------------- | ---------------------- | -------------------------------------------- |
| 1347–51   | Europa, Asia, Orientul mijlociu | 75.000.000–200.000.000 | Moartea Neagră                               |
| 1360–63   | Anglia                          | 700–800,000            | Moartea Neagră din Anglia                    |
| 1471      | Anglia                          | 300–400.000            | [ 145 ]                                      |
| 1479–80   | Anglia                          | 400–500.000            | [ 145 ]                                      |
| 1576–77   | Veneția                         | 50.000                 | [ 146 ]                                      |
| 1596–99   | Castilia                        | 500.000                | [ 147 ]                                      |
| 1628–31   | Franța                          | 1.000.000              | [ 135 ]                                      |
| 1629–31   | Italia                          | 1.000.000              | [ 148 ]                                      |
| 1633–44   | China (dinastia Ming)           | 200.000+               | [ 149 ] [ 150 ]                              |
| 1647–52   | sudul Spaniei                   | 500.000                | Marea ciumă din Sevilia                      |
| 1654–55   | Rusia                           | 700.000                | [ 151 ] [ 152 ]                              |
| 1656–58   | Neapole                         | 1.250.000              | [ 153 ]                                      |
| 1665–66   | Londra                          | 70–100.000             | Marea Ciumă din Londra                       |
| 1679–80   | Austria                         | 76.000                 | Marea ciumă din Viena                        |
| 1689–90   | Bagdad                          | 150.000                | [ 143 ]                                      |
| 1704–10   | Polonia                         | 75.000                 | Marele focar de ciumă al Războiului Nordului |
| 1709–13   | Baltic                          | 300–400,000            | Marele focar de ciumă al Războiului Nordului |
| Anii 1720 | Marsilia                        | 100.000                | Marea ciumă din Marsilia                     |
| Anii 1770 | Moscova                         | 75.000                 | Ciuma rusă din 1770–72                       |
| 1772–1773 | Imperiul persan                 | 2.000.000              | [ 154 ]                                      |
| 1791      | Egipt                           | 300.000                | [ 155 ]                                      |
| 1812–19   | Imperiul otoman                 | 300.000                | Pandemia de ciumă otomană                    |
| 1813–14   | România                         | 60.000                 | Ciuma lui Caragea                            |

### A treia pandemie de ciumă

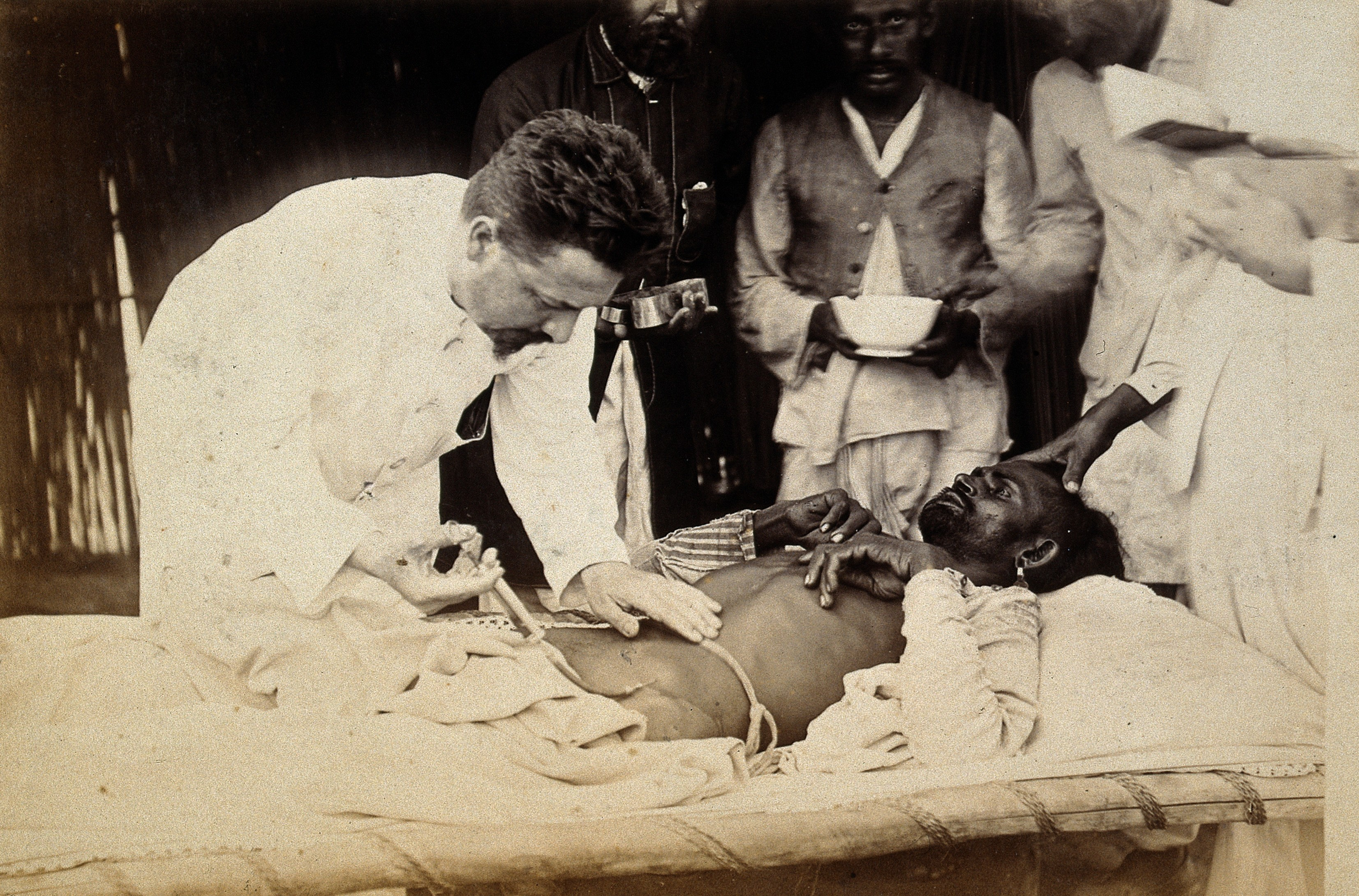
Pacient cu ciumă injectat de un medic în 1897 în Karachi.

A treia pandemie de ciumă (1855–1859) a început în Yunnan, China în 1855 în timpul celui de-al cincilea an al împăratului Xianfeng din dinastia Qing, răspândindu-se pe toate continentele locuite și ucigând 10 milioane de oameni doar în India. Investigația agentului patogen care a provocat ciuma secolului al XIX-lea a fost începută de echipe de oameni de știință care au vizitat Hong Kong în 1894, printre care se număra și bacteriologul franco-elvețian Alexandre Yersin, după care a fost numit agentul patogen.
Douăsprezece focare de ciumă în Australia între 1900 și 1925 au dus la peste 1.000 de decese, în principal la Sydney. Acest lucru a condus la înființarea unui departament de sănătate publică acolo care a întreprins unele cercetări de vârf privind transmiterea ciumei de la puricii de șobolan la oameni prin bacilul Yersinia pestis.
Prima epidemie de ciumă din America de Nord a fost ciuma de la San Francisco din anii 1900–1904, urmată de un alt focar în anii 1907–1908.
Conform Organizației Mondiale a Sănătății, pandemia a fost considerată activă până în 1960, când numărul victimelor la nivel mondial a scăzut la 200 pe an. Decesele de ciumă au continuat la un nivel inferior în fiecare an de atunci.

### Vremuri moderne
Metodele moderne de tratament includ insecticide, utilizarea antibioticelor și vaccinul împotriva ciumei. Există o temere că bacteria ciumei ar putea dezvolta rezistență la medicamente și ar putea deveni din nou o amenințare majoră pentru sănătate. Un caz de bacterie rezistentă la medicamente a fost găsit în Madagascar în 1995. Un nou focar în Madagascar a fost raportat în noiembrie 2014. În octombrie 2017, cel mai mortal focar de ciumă din vremurile moderne a lovit Madagascarul, ucigând 170 de oameni și infectând mii.
O estimare a ratei mortalității cazului pentru ciuma bubonică modernă, după introducerea antibioticelor, este de 11%, deși poate fi mai mare în regiunile subdezvoltate.